# Tim Burton's The Nightmare Before Christmas
The Nightmare Before Christmas is een Amerikaanse musical-animatiefilm uit 1993, geschreven door Tim Burton. De productie is bijna volledig gemaakt met stop-motion. De film werd uitgebracht op 13 oktober 1993. In Nederland en Vlaanderen werd de film ook uitgebracht onder de titel Jack's ongelofelijke kerstreis.
Het script van The Nightmare Before Christmas is ontleend aan een gelijknamig kort verhaal (in dichtvorm) geschreven door Burton. De film werd geproduceerd door Touchstone Pictures, een filmstudio van Buena Vista Motion Pictures Group, zelf onderdeel van The Walt Disney Company.
Burton kwam op het verhaal van het originele gedicht na het zien van Halloweenspullen in de etalage van een winkel die werden weggehaald en vervangen door Kerstversieringen.

## Verhaal
Halloween Town is een stadje in de wereld der feestdagen die deel uitmaakt van het dromenrijk. Het plaatsje staat het hele jaar volledig in het teken van de organisatie van het Halloweenfeest. In diezelfde wereld der feestdagen bestaan ook Christmas Town (Kerststad) en Easter Town (Paasstad), die bereikbaar zijn door middel van een soort 'interdimensionale' doorgangen.
De plaatselijke held in Halloween Town is knekelman Jack Skellington. Hij staat er bekend als de Pumpkin King (pompoenkoning) omdat hij een meester is in het bang maken van mensen, het belangrijkste doel van Halloween. Skellington is echter alleen verveeld geraakt na al die jaren Halloween en verlangt naar iets nieuws in zijn leven. Verzonken in zijn gedachten zet hij een wandeling in door het bos en komt op plaatsen waar hij nog nooit is geweest. Niet lang daarna wordt zijn droom werkelijkheid. Door een kerstboomvormige deur in een boomstam te openen, wordt Skellington Christmas Town ingezogen. Daar voelt hij na zijn eerste verwarring onmiddellijk de gezelligheid en vredelievende sfeer. 
Hij wil dit ook en besluit dat Kerstmis maar eens zijn feest moet worden in plaats van Halloween. Bruisend van ideeën keert hij terug naar Halloween Town. De uit aan elkaar genaaide stukken bestaande Sally heeft er geen goed gevoel bij, maar de rest van de stad zet zich enthousiast in voor Skellingtons plan. Iedereen gaat aan het werk om voorbereidingen te treffen voor het aankomende Kerstfeest. De inwoners hebben alleen heel andere ideeën dan mensen bij wat gezellig is en wat leuke cadeautjes zijn. Zo zien zij onder meer monsterachtig speelgoed als het ideale kerstgeschenk. Sally bewondert Jack, maar heeft een naar voorgevoel. Ze zegt dat ook tegen hem, maar die wil daar niets van weten en maakt plannen om op 25 december de plaats van de Kerstman in te nemen.
Om dit plan uit te voeren laat hij de Kerstman (Sandy Claws) gevangennemen door drie monsterlijke kinderen genaamd Lock, Shock en Barrel. Zij brengen hem naar het hol van Oogie Boogie, een aan gokken verslaafde boeman. Ondertussen vertrekt Jack Skellington naar de stad om de kerstcadeaus af te leveren in zijn nieuw gebouwde slee, bestaande uit een doodskist, skeletrendieren en zijn geesthondje Zero met een rode lichtgevende neus voorop. Dit is het begin van wat op de gruwelijkste Kerstdag ooit uitdraait. Voordat Jack beseft wat hij heeft gedaan wordt zijn slede door militairen uit de lucht geschoten. Hij keert halsoverkop terug naar Halloween Town en bevrijdt de echte Kerstman en de inmiddels ook gevangen Sally uit het hol van Oogie Boogie, die op het punt stond ze te vermoorden. De Kerstman blijkt de dag nog te kunnen redden.
Skellington komt erachter dat wat hij miste in zijn bestaan niet Kerstmis was, maar de liefde. Hij en Sally worden verliefd op elkaar. Bovendien heeft Jack door zijn optreden als Kerstman inspiratie en een hoop nieuwe ideeën opgedaan voor het volgende Halloweenfeest.

## Rolverdeling
Engelse versie:
| Acteur                                       | Personage        |
| -------------------------------------------- | ---------------- |
| Chris Sarandon (stem) en Danny Elfman (zang) | Jack Skellington |
| Catherine O'Hara                             | Sally            |
| William Hickey                               | Dr. Finklestein  |
| Glenn Shadix                                 | Mayor            |
| Ken Page                                     | Oogie Boogie     |
| Ed Ivory                                     | Santa Claus      |
| Paul Reubens                                 | Lock             |
| Catherine O'Hara                             | Shock            |
| Danny Elfman                                 | Barrel           |

Nederlandse versie:
| Acteur             | Personage        |
| ------------------ | ---------------- |
| Florus van Rooijen | Jack Skellington |
| Liesbet Hermans    | Sally            |
| Dirk Lavrysen      | Dr. Finkelstijn  |
| David Davidse      | Burgemeester     |
| Dirk Van de Merlen | Oegie Boegie     |
| Bert Simhoffer     | Kerstman         |
| Jan Schepens       | Rot              |
| Mieke Laureys      | Zooi             |
| Dimitri Verhoeven  | Rommel           |
| Anneke Beukman     | Koor             |
| Franky Rampen      | Koor             |
| Marjolijn Spijkers | Koor             |
| Kelvin Muis        | Koor             |

## Achtergrond

### Geschiedenis
Burton schreef begin jaren 80, toen hij nog bij Walt Disney Animation Studios werkte, een drie pagina’s tellend gedicht genaamd The Nightmare Before Christmas. Hij liet zich hiervoor inspireren door de televisiespecial Rudolph the Red-Nosed Reindeer, de animatiefilm How the Grinch Stole Christmas en het gedicht A Visit from St. Nicholas (Twas The Night Before Christmas) uit 1823 door Clement Clarke Moore. Na het succes van Burton’s stop-motion film Vincent in 1982, begon Disney plannen te maken om Burton’s gedicht om te zetten naar een korte film. Rick Heinrichs en Burton maakten hierop een voorlopig script en bedachten al enkele personages.
De korte film kwam niet van de grond, maar in de loop der jaren bleef het idee voor de film wel hangen bij Burton. In 1990 ontdekte hij dat Disney nog steeds de filmrechten op het verhaal had. Hij maakte plannen om in plaats van een korte film een speelfilm te produceren en kreeg groen licht van Disney.
Nightmare werd Burtons derde film op rij met een Kerstmisthema. Hij kon de film zelf niet regisseren vanwege zijn werk als regisseur voor Batman Returns. De regie werd daarom overgenomen door Henry Selick. Burton benaderde Michael McDowell, met wie hij al eerder samenwerkte aan Beetlejuice, om het script voor de film te voltooien. Wel stond Burton erop dat het een musicalfilm zou worden. Hij huurde zijn vaste partner Danny Elfman in om de nummers voor de film te componeren. Elfman maakte later bekend dat het schrijven van de 10 nummers voor de film een van zijn makkelijkste taken ooit was.

### Productie
In juli 1991 begon de productie van de film met een 200 man tellende crew. Voor de decors lieten de filmmakers zich sterk inspireren door werk van artiesten uit verschillende disciplines: van Ray Harryhausen, Ladislas Starevich, Edward Gorey, Charles Addams, Jan Lenica, Francis Bacon en Wassily Kandinsky.
Het was de eerste film die volledig werd gemaakt met de stop-motion-techniek die Tim Burton gebruikte in verschillende van zijn films vanwege de surrealistische kwaliteit.
Voor de personages werden 227 poppen gemaakt. Alleen voor het hoofdpersonage, Jack, waren al 400 hoofden nodig voor de verschillende gezichtsuitdrukkingen. Het personage Sally had 10 gezichten, elk met 11 verschillende emoties en uitdrukkingen.
In de laatste productiefase voegde Disney nog wat toe aan de film door enkele van de achtergronden te laten tekenen met traditionele animatie.

### Filmmuziek
Het muziekalbum bij de film kwam uit in 1993. De nummers zijn:
| Nummer | Titel                                | Artiest                                                   | Lengte |
| ------ | ------------------------------------ | --------------------------------------------------------- | ------ |
| 1.     | "Overture"                           | -                                                         | 1:48   |
| 2.     | "Opening"                            | Patrick Stewart                                           | 0:57   |
| 3.     | "This Is Halloween"                  | The Citizens of Halloween                                 | 3:16   |
| 4.     | "Jack's Lament"                      | Danny Elfman                                              | 3:14   |
| 5.     | "Doctor Finklestein / In the Forest" | -                                                         | 2:36   |
| 6.     | "What's This?"                       | Danny Elfman                                              | 2:59   |
| 7.     | "Town Meeting Song"                  | Danny Elfman, Cast                                        | 2:56   |
| 8.     | "Jack and Sally Montage"             |                                                           | 5:17   |
| 9.     | "Jack's Obsession"                   | Danny Elfman, Cast                                        | 2:46   |
| 10.    | "Kidnap the Sandy Claws"             | Paul Reubens, Catherine O'Hara, Danny Elfman              | 3:02   |
| 11.    | "Making Christmas"                   | Danny Elfman, the Citizens of Halloween                   | 3:57   |
| 12.    | "Nabbed"                             | -                                                         | 3:04   |
| 13.    | "Oogie Boogie's Song"                | Ken Page, Ed Ivory                                        | 3:17   |
| 14.    | "Sally's Song"                       | Catherine O'Hara                                          | 1:47   |
| 15.    | "Christmas Eve Montage"              | -                                                         | 4:43   |
| 16.    | "Poor Jack"                          | Danny Elfman                                              | 2:31   |
| 17.    | "To the Rescue"                      | -                                                         | 3:38   |
| 18.    | "Finale/Reprise"                     | Danny Elfman, Catherine O'Hara, the Citizens of Halloween | 2:44   |
| 19.    | "Closing"                            | Patrick Stewart                                           | 1:26   |
| 20.    | "End Title"                          | -                                                         | 5:05   |

### Notities
- Het hoofd in de contrabas van het kwartet lijkt losjes op dat van Danny Elfman.
- Er zitten een tiental verstopte Mickeys in de film. Zo is er bijvoorbeeld eentje verborgen als Jack op de trein in Christmas Town staat. Als men goed kijkt is te zien dat de stoomblazer een Mickey-vormige wolk uitpuft die snel weer naar een konijn-vormige wolk verandert.
- Als Jack kerstman speelt in Christmas Town en in een bepaald huis cadeautjes aan het verstoppen is, is te zien dat de twee kinderen pyjama's van Disney aan hebben. Op die van het meisje staan Mickeys, op die van de jongen staan Donald Ducks.
- In de Duitse versie werd de stem van Sally ingesproken door Nina Hagen.
- Twee stukken speelgoed die Jack als Kerstman rondbrengt verwijzen naar Batman Returns, een film die Tim Burton regisseerde. Een is een kwade eend op wielen, verwijzend naar het voertuig waar de Penguin in rijdt. De andere is een gemene teddybeer, die hetzelfde gezicht heeft als de mascotte voor het bedrijf van de kwaadaardige zakenman Max Shreck.
- Aan het einde van de film zijn er vampieren die ijshockey spelen met een pompoen. De scène was oorspronkelijk opgenomen met een model van Tim Burtons hoofd, maar werd vervangen door de pompoen.
- Jack Skellington is ook te zien als piratenkapitein in James and the Giant Peach, waar Tim Burton ook aan meewerkte.
- Aan het einde van Beetlejuice (1988) is Jack Skellington te zien boven op de hoed van het titelpersonage Betelgeuse (Michael Keaton), terwijl de film 5 jaar vroeger is gemaakt dan The Nightmare Before Christmas.
- De kleine slang, die uit de dobbelsteen van Oogie Boogie kruipt, lijkt op het grote monster dat in de film Beetlejuice buiten het huis van de Maitlands leeft.
- De film is in 2006 ook in 3-D uitgebracht, inclusief bijhorende brilletjes.
- In 2006 werd er voor de Studio Brussel-actie Music for Life een nieuwe versie opgenomen van What's This?, een van de liedjes in de film. Dit liedje werd ingezongen door Gabriel Rios en Michael Franti.
- In 2006 werd er een bonus-cd uitgegeven met covers van onder meer Marilyn Manson, Blink-182 en Fall Out Boy.[7] In 2008 werd een coveralbum van de soundtrack van de film uitgebracht, getiteld Nightmare Revisited. Deze bevat covers van onder meer Korn, Rise Against, Plain White T's en The All-American Rejects.[8]
- Tijdens de scène waarin Jack uit de lucht geschoten is en op een kerkhof belandt, kan men een handvormige wolk zien voor de maan, gelijkend op de handen van Jack.

### Ontvangst
De film werd goed tot zeer goed ontvangen door critici. Op Rotten Tomatoes scoort de film 97% aan goede beoordelingen. Veel critici merkten echter op dat de film qua verhaal sterk leek op Dr. Seuss's How the Grinch Stole Christmas.

### Computerspellen
In 2005 verscheen een computerspel dat verderbouwt op het verhaal. The Nightmare Before Christmas: Oogie's Revenge is een actiespel, ontwikkeld door het Japanse Capcom, geschikt voor Xbox en PlayStation 2. Hierin verlaat Jack Halloween Town, maar de mysterieuze Oogie Boogie neemt zijn stad over. Wanneer Jack terugkeert, is het de taak van de speler om Oogie te verslaan.
Een ander spel, gemaakt voor de Gameboy Advance en uitgekomen in 2005, is The Nightmare Before Christmas: The Pumpkin King. Ook hierin is Oogie Boogie de slechterik: hij stuurt insecten naar Halloween Town die de boel proberen over te nemen.
Halloween Town is ook een van de bezoekbare landen in het spel Kingdom Hearts.

## Prijzen en nominaties
In 1994 won The Nightmare Before Christmas 4 prijzen en werd voor nog eens zeven genomineerd.
Gewonnen:
- De Saturn Award voor beste fantasyfilm
- De Saturn Award voor beste muziek
- De Annie Award voor Best Individual Achievement for Artistic Excellence in the Field of Animation
- De Annie Award voor Best Individual Achievement for Creative Supervision in the Field of Animation.

Genomineerd:
- De Academy Award voor beste visuele effecten
- De Saturn Award voor beste regisseur
- De Saturn Award voor beste special effects
- De Annie Award voor beste animatiefilm
- De Golden Globe voor beste originele lied
- De Hugo Award voor Best Dramatic Presentation
- De Young Artist Award voor Outstanding Family Motion Picture - Action/Adventure.